# Тренд
Тренд, още тенденция, е всяка форма на колективно поведение, която се развива в рамките на култура, поколение или социална група, в която група хора ентусиазирано следва импулс за кратък период от време.
Трендовете са обекти или поведения, които постигат краткотрайна популярност, след което изчезват. Тенденциите често се разглеждат като внезапни, бързо разпространяващи се и краткотрайни. Те включват диети, дрехи (мода), прически, играчки и др. Някои популярни трендове в историята са играчки като йо-йо, спинър и тамагочи; модни танци като макарена, floss и туист.
- Домашен любимец камък е тренд през 1970-те
- Спинър е тренд през 2017 г.
- Тамагочи е тренд през 1990-те

Подобно на навиците или обичаите, но по-малко трайни, трендовете често са резултат от дейност или поведение, които се възприемат като популярни или вълнуващи в рамките на група връстници, или се смятат за „готини“, както често се рекламира от социалните мрежи. Една мода се превръща в тренд, когато броя на хората, които я възприемат, започне да нараства до точката, в която става разпознаваема. Трендовете често губят популярност бързо, когато усещането за новост изчезне.
Изразът „15 минути слава“ е вдъхновен от цитат, погрешно приписан на Анди Уорхол: „В бъдеще всеки ще бъде световно известен за 15 минути“.